# 平林南
平林南（ひらばやしみなみ）は、大阪府大阪市住之江区にある町名。現行行政地名は平林南一丁目および平林南二丁目。

## 地理
住之江区の中央部に位置し、東の南側に新北島、北側に泉、西に南港東、北に平林北と接している。

### 河川
- 大和川
  - 大和川橋梁

## 歴史
- 1974年（昭和49年）、大阪市住吉区平林南之町と釜口町・北島町1 - 2丁目の各一部より、住之江区平林南1 - 2丁目成立[5]。

## 世帯数と人口
2024年（令和5年）9月30日現在（大阪市発表）の世帯数と人口は以下の通りである。
| 丁目         | 世帯数    | 人口    |
| ------------ | --------- | ------- |
| 平林南一丁目 | 26世帯    | 33人    |
| 平林南二丁目 | 1,343世帯 | 2,526人 |
| 計           | 1,369世帯 | 2,559人 |

### 人口の変遷
国勢調査による人口の推移。
| 1995年（平成7年）  | 3,103人 | [ 6 ]  |  |
| 2000年（平成12年） | 3,169人 | [ 7 ]  |  |
| 2005年（平成17年） | 3,589人 | [ 8 ]  |  |
| 2010年（平成22年） | 3,247人 | [ 9 ]  |  |
| 2015年（平成27年） | 3,069人 | [ 10 ] |  |
| 2020年（令和2年）  | 2,809人 | [ 11 ] |  |

### 世帯数の変遷
国勢調査による世帯数の推移。
| 1995年（平成7年）  | 1,116世帯 | [ 6 ]  |  |
| 2000年（平成12年） | 1,265世帯 | [ 7 ]  |  |
| 2005年（平成17年） | 1,436世帯 | [ 8 ]  |  |
| 2010年（平成22年） | 1,305世帯 | [ 9 ]  |  |
| 2015年（平成27年） | 1,296世帯 | [ 10 ] |  |
| 2020年（令和2年）  | 1,308世帯 | [ 11 ] |  |

## 学区
市立小・中学校に通う場合、学区は以下の通りとなる。なお、小学校・中学校入学時に学校選択制度を導入しており、通学区域以外に住之江区にある小学校（自宅から概ね2km以内、学校の中心から距離で1.5km以内）・中学校から選択することも可能。
| 丁目         | 番   | 小学校             | 中学校               |
| ------------ | ---- | ------------------ | -------------------- |
| 平林南一丁目 | 全域 | 大阪市立平林小学校 | 大阪市立新北島中学校 |
| 平林南二丁目 | 全域 | 大阪市立平林小学校 | 大阪市立新北島中学校 |

## 事業所
2021年（令和3年）現在の経済センサス調査による事業所数と従業員数は以下の通りである。
| 丁目         | 事業所数  | 従業員数 |
| ------------ | --------- | -------- |
| 平林南一丁目 | 111事業所 | 1,823人  |
| 平林南二丁目 | 92事業所  | 1,831人  |
| 計           | 203事業所 | 3,654人  |

## 交通

### 鉄道
- 大阪市高速電気軌道
  - 南港ポートタウン線 平林駅

### 道路
- 住之江通
- 大和川通

## 施設
- 大阪市立平林小学校
- 住之江平林南郵便局[15]
- 住之江警察署平林交番
- 住之江消防署平林出張所
- 平林西公園
- 平林南公園

## その他

### 日本郵便
- 〒559-0025[3]（集配局：住之江郵便局[16]）